# Виверження вулкану Етна (1669)
Після кількох тижнів сейсмічної активності, яка завдала шкоди місту Ніколозі та іншим населеним пунктам, у ніч проти 25 березня на південно-східному схилі Етни утворилася вулканічна тріщина. Протягом 11 березня активізувалися ще кілька тріщин, викинувши пірокластичні породи і тефру, які випали на Сицилію і скупчилися, утворивши 158-метровий шлаковий конус Монті Россі  .
Лава натекла на південь від жерла, поховавши під собою низку поселень та сільськогосподарських угідь у березні та квітні, і зрештою покрила 37—40 квадратни. Місцеві жителі втікли до Катанії у пошуках притулку. На початку квітня лава почала наближатися до міста і незабаром досягла міських стін, що викликало паніку та втечу мешканців. Стіни втримали лаву, яка почала стікати в Іонічне море. Більше двох тижнів через частину потоку все ж таки проникла в Катанію, але не завдала великої шкоди. Виверження закінчилося у липні.
Про жертви виверження 1668 року нічого не відомо, але багато міст, частина Катанії та сільськогосподарські угіддя були знищені потоком лави та землетрусами, що супроводжували виверження. 